# Montredon
Montredon ist eine französische Gemeinde mit 301 Einwohnern (Stand 1. Januar 2022) im Département Lot in der Region Okzitanien. Sie gehört zum Arrondissement Figeac und zum Kanton Figeac-2.
Nachbargemeinden sind Bagnac-sur-Célé im Nordwesten, Saint-Santin-de-Maurs im Norden, Montmurat im Osten, Livinhac-le-Haut im Südosten, Bouillac im Süden und Felzins im Westen.

## Bevölkerungsentwicklung
| Jahr      | 1962 | 1968 | 1975 | 1982 | 1990 | 1999 | 2008 | 2018 |
| --------- | ---- | ---- | ---- | ---- | ---- | ---- | ---- | ---- |
| Einwohner | 322  | 302  | 301  | 288  | 263  | 286  | 288  | 300  |

## Sehenswürdigkeiten

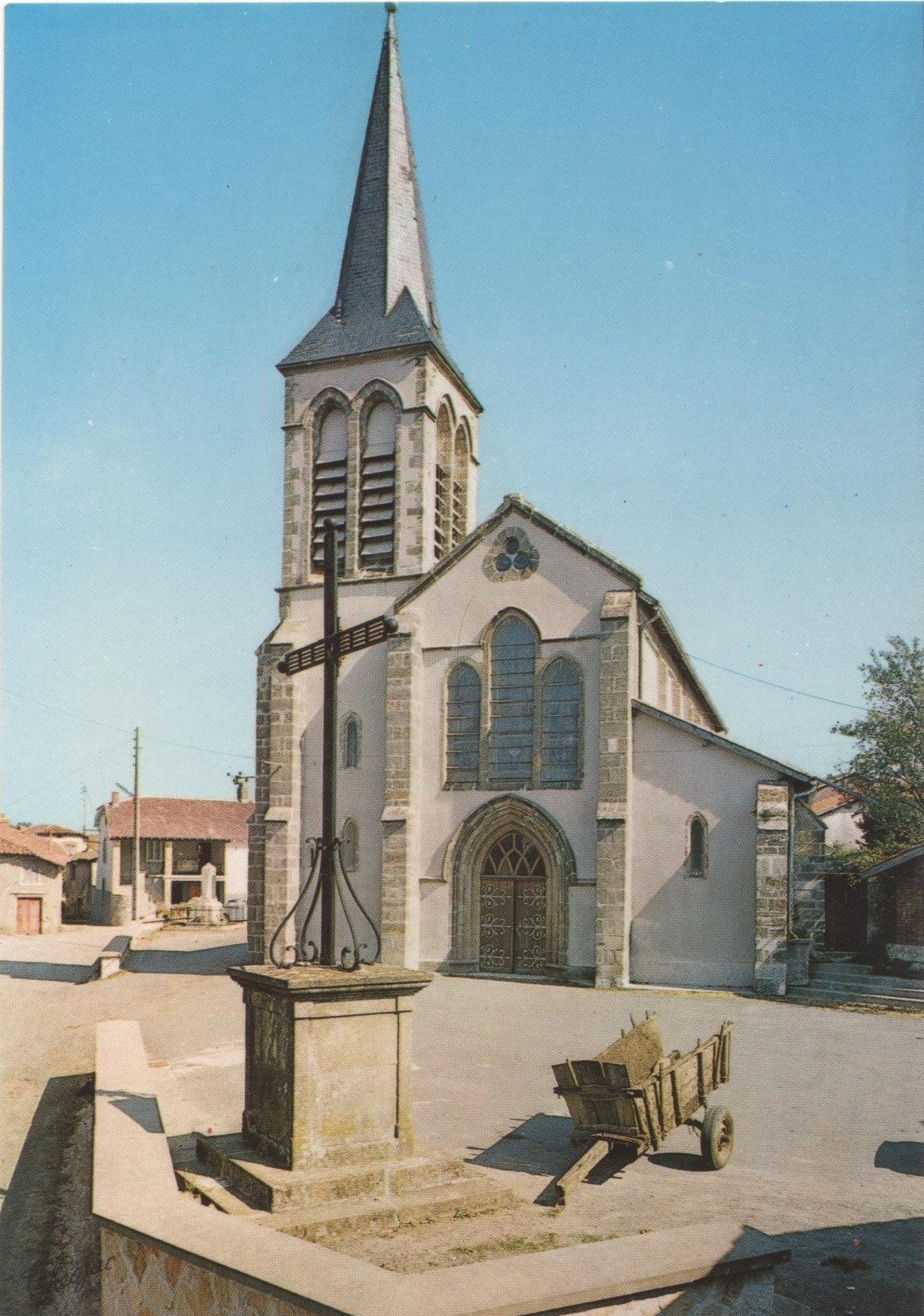
Kirche Saint-Michel
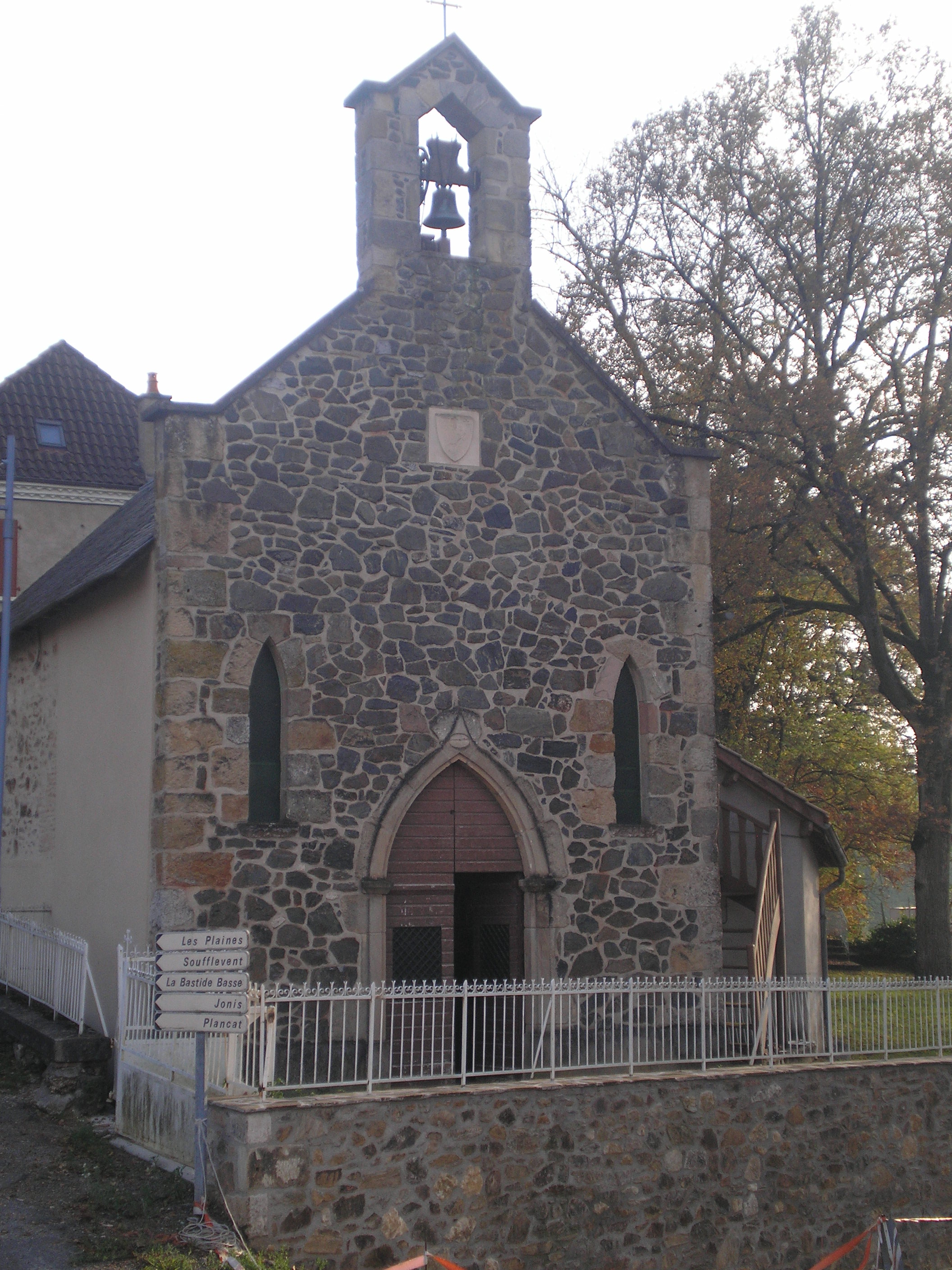
Kapelle Notre-Dame de Pitité

Der 20 Kilometer lange Abschnitt des französischen Jakobswegs Via Podiensis von Montredon nach Figeac ist heute denkmalgeschützt.

## Wirtschaft
Die Weinreben in Montredon liegen im Weinbaugebiet Corbières.